# Жаманкум
Жаманку́м (каз. Жаманкұм, букв. «плохие (злые) пески») — песчаный массив в Алматинской области Казахстана. Расположен в Балхаш-Алакольской котловине.
В 1968 году советскими инженерами был разработан проект отвода стоков г. Алматы в пески Жаманкум, так как они занимают естественную впадину рельефа местности. Но быстрый рост города привёл к тому, что уже в 1971 году накопитель Жаманкум переполнился и сточные воды начали сбрасываться в бессточное озеро Сорбулак. В 1987 году оба накопителя, соединённые каналом, переполнились и вплотную приблизились к магистральной трассе Алма-Ата — Караганда. В январе 1988 года из-за халатности местной администрации произошёл прорыв накопителя сточных вод Жаманкум, в результате которого погибли люди и скот, произошли разрушения железнодорожного и автомобильного мостов, зданий.